# نتگاو
نتگاو (به آلمانی: Nettgau) یک منطقهٔ مسکونی در آلمان است که در یوبار واقع شده‌است.
 نتگاو  ۳۴۰ نفر جمعیت دارد.